# Ammandra decasperma
Ammandra decasperma är en enhjärtbladig växtart som beskrevs av Orator Fuller Cook. Ammandra decasperma ingår i släktet Ammandra och familjen Arecaceae. Inga underarter finns listade i Catalogue of Life.